# Hrómundartindur
Le Hrómundartindur est un système volcanique situé dans le Sud-Ouest de l'Islande.

## Géographie
Le système du Hrómundartindur est à la proximité nord de la ville de Hveragerði. Le volcan central culmine à 524 m.

## Géologie
Le système, d'une longueur de 25 km, fait partie de la zone volcanique Ouest de l'Islande. Le volcan central est doté de cratères d'explosion de diamètres compris entre 100 et 400 m. De faible activité (la dernière éruption date de plus de 10 000 ans), il est cependant marqué par de nombreuses manifestations géothermiques (fumerolles) qui en font une destination populaire, notamment à la Reykjadalur, au sud du système. Les autorités islandaises, devant l'afflux de touristes, en ferment régulièrement l'accès, pour préserver l'environnement. 